# Scott Kelly
Scott Joseph Kelly (født 27. februar 1964 i Orange, New Jersey) er NASA astronaut og har fløjet to rumfærgemissioner som henholdsvis kaptajn og pilot. Hans tvillingebror  Mark Kelly er også astronaut hos NASA.
I perioden 27. marts 2015 til 2. marts 2016 var Kelly 340 døgn i rummet på den internationale rumstation. Formålet var at undersøge, om mennesker kan være vægtløse så længe i forbindelse med flyvninger til Mars.
- Scott Kelly
- Mark Kelly